# Takalolampi
Takalolampi är en sjö i Finland. Den ligger i kommunen Lestijärvi i landskapet Mellersta Österbotten, i den centrala delen av landet, 400 km norr om huvudstaden Helsingfors. Takalolampi ligger 147 meter över havet. Arean är 45,4 hektar och strandlinjen är 3,56 kilometer lång. Sjön  ingår i Lesti å huvudavrinningsområde.   I omgivningarna runt Takalolampi växer i huvudsak blandskog.